# Ragni di Pieve di Cadore
I Ragni di Pieve di Cadore sono un gruppo alpinistico non di professionisti con sede a Pieve di Cadore (BL).
Il gruppo rocciatori Ragni nasce il 19 settembre 1945 ad opera della guida alpina Duilio De Polo, assieme ad altri 10 soci fondatori.
L'attività alpinistica dei primi anni fu molto intensa, soprattutto incentrata sulle Marmarole dove i Ragni aprirono diverse vie nuove. Da ricordare il 3 agosto 1947 la via nuova sulla inviolata parete Est della Torre dei Sabbioni aperta al terzo tentativo da De Polo e Cortellazzo (200 m di 5º e 6º grado). Lo stesso giorno cade sul campanile Dimai il Ragno Gemolo Cimetta detto "Cif".
Nel periodo invernale i Ragni si cimentano anche con la "guidoslitta" (bob su strada) da cui nacque poi il Bob Club Ragni che divenne in seguito Bob Club Pieve di Cadore e nell'attività sciistica con la partecipazioni a molte competizioni.
Con i primi anni cinquanta l'attività dei Ragni va scemando fino alla completa cessazione, causa anche la prematura morte di Duilio De Polo sulla pista di bob di Cortina nell'inverno 1955.
Il 5 agosto 1979, nel solco della tradizione del primo gruppo storico, "rinasce" il nuovo Gruppo Rocciatori Ragni. Viene mantenuto lo stesso simbolo rappresentato dal ferro di una piccozza, il ragno a sette gambe sulla ragnatela ed il sole. Il gruppo si è distinto particolarmente nell'alpinismo "di punta" con l'apertura di centinaia di vie nuove negli Spalti di Toro, Sorapiss, Antelao, Civetta e, soprattutto, Marmarole.
Anche le spedizioni hanno avuto un ruolo importante nella vita dell'Associazione. Ricordiamo le varie partecipazioni a spedizioni in Groenlandia, Patagonia, Himalaya, Alaska e nella prima spedizione interamente organizzata e gestita dai Ragni nel 1995 in Turchia nel gruppo del Tauro.
Il Gruppo Ragni fa parte integrante della Stazione del Soccorso Alpino di Pieve di Cadore e della Stazione Centro Cadore.